# Sorociîne, Novomîkolaiivka
Sorociîne (în ucraineană Сорочине) este un sat în comuna Holubkove din raionul Novomîkolaiivka, regiunea Zaporijjea, Ucraina.

## Demografie
Componența lingvistică a localității Sorociîne
     Ucraineană (93,08%)
     Rusă (6,15%)
     Alte limbi (0,77%)
Conform recensământului din 2001, majoritatea populației localității Sorociîne era vorbitoare de ucraineană (93,08%), existând în minoritate și vorbitori de rusă (6,15%).